# Hip Hop Brasil
O Movimento Hip Hop Organizado do Brasil - MH2O (1989-2006) foi uma das maiores organizações de hip hop do Brasil atuando em 14 estados e em cinco deles manteve intervenção econômica. Foi fundado em 1989 na zona oeste de Fortaleza, capital do Ceará, estendendo-se rapidamente por toda cidade chegando ao interior do estado. Em poucos anos avançou pelo Nordeste. Parceirizou com o Governo Federal e implantou o Projeto Piloto Nacional do Mercado Alternativo (PPNMA), gerando 36 pequenas empresas à base da Indústria Criativa do Hip Hop em quatro regiões (Sudeste, Sul, Centro-oeste e Nordeste).
Originado pela fusão entre grupos do Movimento Estudantil e Crews de Hip Hop, o "Gigante do Hip Hop Nacional" como é conhecido, sempre atuou junto aos movimentos sociais e populares do País.
Em 1998 o Movimento Hip Hop Organizado criou a ONG MH2O e passou a atuar no campo institucional, hoje é uma das maiores ONG's de juventude do Brasil. Estima-se em mais de 6000 o número de membros dessa Organização que atualmente trabalha a sua Internacionalização.

## Atuação
O MH2O desenvolveu projetos e programas nas linhas: Cultura e Educação, Regionalização do Hip Hop, Economia Social e Combate a violência e autodestruição da juventude.
- PAREM A VIOLÊNCIA nas Comunidades - Projeto de Combate à violência e autodestruição dos jovens com o objetivo de impactar sobre os índices de violência e autodestruição da juventude a partir de comunidades. Faz uso da arte e cultura Hip Hop, educação comunitária e fomento ao protagonismo juvenil e a cidadania. Busca contribuir para uma cultura de paz e para um novo pacto de convivência nas comunidades.
- Segurança nas Escolas - Projeto de combate à violência e à autodestruição de jovens a partir da ação em escolas públicas. Desenvolvido através de oficinas e palestras em escolas da periferia e do interior - busca engajar jovens ao movimento a fim de afastá-los da criminalidade, das drogas e da prostituição. Parceria: Secretaria Especial de Direitos Humanos – Ministério da Justiça/Governo Federal.
- Cultura e Contracultura - Programa de Educação Comunitária. Pela difusão de valores culturais e comportamentais realiza a reeducação de jovens ingressos ao Movimento e comunitários para uma nova ética e compromisso social.
- Regionalização do HIP HOP - Programa de resgate e fortalecimento das raízes culturais e históricas. Por meio da interação dos elementos artísticos do Hip-Hop com os elementos da cultura local resgata-se e fortalece as raízes culturais e históricas. Parceria: Centro Dragão do Mar de Arte e Cultura em Fortaleza-Ceará.
- Mercado Alternativo - Programa de Geração de Renda. Gera produtos alinhados pedagogicamente com a proposta do Movimento para a comercialização num mercado onde o econômico é um meio e não um fim. Parceria: Ministério do trabalho e Emprego, Sebraes, Ashoka Empreendedores Sociais e poderes públicos Estaduais e Municipais.
- Oportunidade de Sobrevivência - O Projeto “Oportunidade de Sobrevivência (OS)” apresenta a possibilidade, concreta, e devidamente planejada de sobreviver sem abrir mão de um cotidiano qualitativo, no qual estejam presentes cultura e o lazer. A proposta do “OS”  é interligar, harmoniosamente, trabalho, cultura e associativismo, através da capacitação do jovem para o trabalho, levando-se em consideração sua opção cultural e seu estilo de vida. Parceria: Consórcio Social da Juventude de Fortaleza.
- Hip Hop Empreendedor - tem como objetivo macro mapear, qualificar e unir em redes os empreendimentos e empreendedores vinculados ao movimento Hip Hop por todo o país. Visa ainda, fomentar o empreendedorismo e organizar o setor econômico do Hip Hop, promovendo inclusão social por meio da indústria criativa do Hip Hop. O programa “Hip Hop empreendedor” conduzido pelo MH2OdoBrasil será disponibilizado em forma de parcerias para as milhares de Organizações, Posses, Crews e Grupos de Hip Hop brasileiros. E por ser o movimento Hip Hop economicamente composto por jovens pobres de comunidades carentes vivendo em situação de risco social o programa atenderá a uma faixa da população brasileira que historicamente vem sendo excluída das políticas publicas e oportunidades de inclusão econômica. O programa aposta no talento e na potencialidade empreendedora da juventude periférica e acredita que a estes jovens só falta uma oportunidade alicerçada em apoio técnico, científico, político e econômico. O “Hip Hop Empreendedor” é isto: “Estopin” para uma explosão de criatividade e oportunidades de sobrevivência para a juventude pobre do Brasil. Parcerias: Em construção.